# Tapeigaster brunneifrons
Tapeigaster brunneifrons är en tvåvingeart som beskrevs av Malloch 1927. Tapeigaster brunneifrons ingår i släktet Tapeigaster och familjen myllflugor. Inga underarter finns listade i Catalogue of Life.